# Paloma Márquez
Paloma Márquez (Tijuana, Baja California, 12 de abril de 1986) es una actriz mexicana.

## Biografía
Nació en Tijuana, Baja California. En 1998 formó parte del desaparecido grupo juvenil Mamá no lo sabe al lado de Mariana Ávila, el cual no tuvo éxito. Posteriormente fue conductora del canal de videos Telehit.
En 2004 interpretó a la maestra Hilda de joven en Rebelde, compartiendo créditos con Anahí y Enrique Rocha, entre otros. Posteriormente actuó en  Las dos caras de Ana ,  Bajo las riendas del amor y  Mi corazón insiste... en Lola Volcán.
En 2011 actuó en Grachi como Isadora. Al año siguiente participó en El rostro de la venganza, donde interpretó a  Natalia García.

## Filmografía
| Año       | Título                               | Personaje                   |
| --------- | ------------------------------------ | --------------------------- |
| 2023      | Vuelve a mi                          | Raquel                      |
| 2019      | Betty en NY                          | María Lucía "Malu" Valencia |
| 2017      | Mariposa de Barrio                   | Patricia Benítez            |
| 2016      | Eva la Trailera                      | Virginia Blanco             |
| 2014      | Reina de corazones                   | Miriam Fuentes              |
| 2012-2013 | El rostro de la venganza             | Natalia García              |
| 2012      | Corazón valiente                     | Sol Díaz de León            |
| 2011      | Grachi                               | Isadora                     |
| 2011      | Mi corazón insiste... en Lola Volcán | Adela "Adelita" Linares     |
| 2011      | Sacrificio de mujer                  | Mitzy                       |
| 2010      | Seres: Génesis                       | Lía                         |
| 2009      | Pecadora                             | Dulce                       |
| 2008      | Exploring Love                       | Novia de Bastián            |
| 2007      | Bajo las riendas del amor            | Pilar 'Pili'                |
| 2006      | Las dos caras de Ana                 | Luciana                     |
| 2005      | Sueños y caramelos                   |                             |
| 2004      | Rebelde                              | Hilda (de joven)            |
| 2001      | Salomé                               | Ada                         |
| 1996      | Confidente de secundaria             |                             |